# Lužany
Lužany és un poble i municipi d'Eslovàquia que es troba a la regió de Nitra, al sud-oest del país. El 2011 tenia 203 habitants.

## Història
La primera menció escrita de la vila es remunta al 1399.

## Demografia
| Godina             | 1994 | 2004   | 2014   | 2024    |
| ------------------ | ---- | ------ | ------ | ------- |
| Nombre de persones | 205  | 203    | 199    | 224     |
| Diferència         |      | −0,97% | −1,97% | +12,56% |

| Godina             | 2023 | 2024   |
| ------------------ | ---- | ------ |
| Nombre de persones | 221  | 224    |
| Diferència         |      | +1,35% |